# Erlichiozy
Erlichioza, ehrlichioza – ogólna nazwa kilku ostrych, gorączkowych, odzwierzęcych chorób zakaźnych wywoływanych przez patogeny z rodzajów Ehrlichia, Anaplasma i Neorickettsia z grupy riketsji. Są przenoszone przez kleszcze, głównie z rodzajów Amblyomma i Ixodes.
Erlichiozy i czynniki wywołujące chorobę:
- ludzka erlichioza granulocytarna (HGE), obecnie nazywana anaplazmozą (HGA)– Anaplasma phagocytophilum i Ehrlichia ewingii,
- ludzka erlichioza monocytarna (HME) – Ehrlichia chaffeensis i Neorickettsia sennetsu,
- erlichioza monocytarna psów – Ehrlichia canis,
- erlichioza granulocytarna psów – Anaplasma phagocytophilum.

W Polsce potwierdzono występowanie ludzkiej erlichiozy granulocytarnej (anaplazmozy).